# Gruppo misto nella XVIII legislatura
Nella XVIII Legislatura, iniziata il 23 marzo 2018 e terminata il 13 ottobre 2022, il gruppo misto è un gruppo parlamentare costituito sia alla Camera dei deputati che al Senato della Repubblica.

## Camera dei Deputati

### Ufficio di presidenza
| Carica         | Deputato               | Componente di appartenenza                                                           |
| -------------- | ---------------------- | ------------------------------------------------------------------------------------ |
| Presidente     | Manfred Schullian      | Minoranze linguistiche                                                               |
| Vicepresidenti | Maurizio Lupi          | Noi con l'Italia-USEI-Rinascimento ADC                                               |
| Vicepresidenti | Renate Gebhard         | Minoranze linguistiche                                                               |
| Vicepresidenti | Riccardo Magi          | Azione-+Europa-Radicali Italiani                                                     |
| Vicepresidenti | Mara Lapia             | Centro Democratico                                                                   |
| Vicepresidenti | Andrea Colletti        | Alternativa                                                                          |
| Vicepresidenti | Simona Suriano         | Manifesta, Potere al Popolo, Partito della Rifondazione Comunista - Sinistra Europea |
| Vicepresidenti | Cristian Romaniello    | Europa Verde-Verdi Europei                                                           |
| Vicepresidenti | Guido Germano Pettarin | Vinciamo Italia - Italia al Centro con Toti                                          |
| Vicepresidenti | Fabio Berardini        | Coraggio Italia                                                                      |
| Vicepresidenti | Rossella Muroni        | MAIE-PSI-FacciamoEco                                                                 |
| Tesoriere      | Fausto Longo           | MAIE-PSI-FacciamoEco                                                                 |

### Componenti politiche
| Denominazione componente | Denominazione componente                                                                         | Data costituzione | Deputati che ne fanno parte |
| ------------------------ | ------------------------------------------------------------------------------------------------ | ----------------- | --- |
|                          | Minoranze linguistiche (Min.Ling.)                                                               | 28 marzo 2018     | 4 (Renate Gebhard, Albrecht Plangger, Emanuela Rossini, Manfred Schullian) |
|                          | Noi con l'Italia-USEI-Rinascimento ADC (NcI-USEI-R-AC)                                           | 28 marzo 2018     | 5 (Alessandro Colucci, Maurizio Lupi, Eugenio Sangregorio, Vittorio Sgarbi, Renzo Tondo) |
|                          | Centro Democratico (CD)                                                                          | 3 aprile 2018     | 5 (Daniela Cardinale, Alessandra Ermellino, Mara Lapia, Carmelo Lo Monte, Bruno Tabacci) |
|                          | MAIE-PSI-FacciamoEco (MAIE-PSI-FE)                                                               | 19 febbraio 2019  | 5 (Andrea Cecconi, Lorenzo Fioramonti, Alessandro Fusacchia, Fausto Longo, Rossella Muroni) |
|                          | Azione-+Europa-Radicali Italiani (A-+E-RI)                                                       | 26 novembre 2020  | 6 (Nunzio Angiola, Enrico Costa, Riccardo Magi, Osvaldo Napoli, Claudio Pedrazzini, Daniela Ruffino) |
|                          | Alternativa (A)                                                                                  | 23 febbraio 2021  | 14 (Pino Cabras, Andrea Colletti, Massimo Enrico Baroni, Emanuela Corda, Francesco Forciniti, Paolo Giuliodori, Alvise Maniero, Raphael Raduzzi, Francesco Sapia, Arianna Spessotto, Raffaele Trano, Andrea Vallascas, Giovanni Vianello, Leda Volpi) |
|                          | Manifesta, Potere al Popolo, Partito della Rifondazione Comunista - Sinistra Europea (M-PP-RCSE) | 8 febbraio 2022   | 4 (Silvia Benedetti, Yana Chiara Ehm, Doriana Sarli, Simona Suriano) |
|                          | Europa Verde-Verdi Europei (EV-VE)                                                               | 10 febbraio 2022  | 5 (Devis Dori, Rosa Menga, Cristian Romaniello, Paolo Nicolò Romano, Elisa Siragusa) |
|                          | Vinciamo Italia-Italia al Centro con Toti (VI-IaC)                                               | 28 giugno 2022    | 10 (Fabiola Bologna, Guido Della Frera, Manuela Gagliardi, Marco Marin, Stefano Mugnai, Guido Germano Pettarin, Elisabetta Ripani, Cosimo Sibilia, Giorgio Silli, Simona Vietina) |
|                          | Coraggio Italia (CI)                                                                             | 7 luglio 2022     | 11 (Mario Alejandro Borghese, Maria Teresa Baldini, Raffaele Baratto, Fabio Berardini, Michaela Biancofiore, Carlo Ugo De Girolamo, Martina Parisse, Tiziana Piccolo, Marco Rizzone, Lucia Scanu, Antonio Tasso) |
|                          | Non iscritti                                                                                     | 23 marzo 2018     | 38 (Piera Aiello, Nadia Aprile, Anna Lisa Baroni, Giusi Bartolozzi, Francesco Berti, Renato Brunetta, Roberto Caon, Alessandra Carbonaro, Mara Carfagna, Luigi Casciello, Maurizio Cattoi, Jessica Costanzo, Davide Crippa, Sara Cunial, Matteo Dall'Osso, Giuseppe D'Ambrosio, Sabrina De Carlo, Rosalba De Giorgi, Margherita Del Sesto, Michaela Di Donna, Federico D'Incà, Mariastella Gelmini, Veronica Giannone, Niccolò Invidia, Vincenza Labriola, Antonio Lombardo, Maria Laura Paxia, Antonio Pentangelo, Paolo Russo, Rossella Sessa, Michele Sodano, Guia Termini, Rosa Alba Testamento, Giorgio Trizzino, Giuseppina Versace, Alessio Villarosa, Gloria Vizzini, Francesco Zicchieri) |

### Componenti cessate
| Denominazione componente | Denominazione componente                                                                 | Data costituzione | Data scioglimento |
| ------------------------ | ---------------------------------------------------------------------------------------- | ----------------- | ----------------- |
|                          | Liberi e Uguali (LeU)                                                                    | 28 marzo 2018     | 10 aprile 2018    |
|                          | Civica Popolare-AP-PSI-Area Civica (CP-AP-PSI-AC)                                        | 3 aprile 2018     | 23 settembre 2019 |
|                          | MAIE-Movimento Associativo Italiani all'Estero-Sogno Italia (MAIE-SI)                    | 20 aprile 2018    | 18 febbraio 2019  |
|                          | Italia al Centro-10 Volte Meglio (C! -10VM)                                              | 18 aprile 2019    | 17 dicembre 2019  |
|                          | Popolo Protagonista-Alternativa Popolare (AP)-Partito Socialista Italiano (PSI) (AP-PSI) | 6 maggio 2020     | 26 gennaio 2021   |
|                          | Italia al Centro-Popolo Protagonista (C! -PP)                                            | 10 febbraio 2021  | 27 maggio 2021    |
|                          | Facciamo Eco-Federazione dei Verdi (FE-FdV)                                              | 10 marzo 2021     | 28 luglio 2021    |

## Senato della Repubblica

### Ufficio di Presidenza
| Carica     | Senatore           | Componente di appartenenza  |
| ---------- | ------------------ | --------------------------- |
| Presidente | Loredana De Petris | Liberi e Uguali-Ecosolidali |
| Tesoriere  | Emma Bonino        | +Europa-Azione              |

### Componenti politiche
| Denominazione componente | Denominazione componente                                                                              | Data costituzione | Senatori che ne fanno parte. |
| ------------------------ | --- | ----------------- | --- |
|                          | Liberi e Uguali-Ecosolidali (LeU-Eco)                                                                 | 27 marzo 2018     | 6 (Maurizio Buccarella, Loredana De Petris, Vasco Errani, Pietro Grasso, Francesco Laforgia, Sandro Ruotolo)                                                          |
|                          | +Europa-Azione (+Eu-Az)                                                                               | 28 marzo 2018     | 5 (Emma Bonino, Leonardo Grimani, Barbara Masini, Matteo Richetti, Andrea Cangini)                                                                                    |
|                          | ITALIA AL CENTRO (IDEA-CAMBIAMO!, EUROPEISTI, NOI DI CENTRO (Noi Campani)) (IaC (I-C-EU-NdC (NC)))    | 22 luglio 2020    | 9 (Massimo Berutti, Sandro Biasotti, Raffaele Fantetti, Ugo Grassi, Alessandrina Lonardo, Francesco Mollame, Gaetano Quagliariello, Paolo Romani, Mariarosaria Rossi) |
|                          | ManifestA, Potere al Popolo, Partito della Rifondazione Comunista-Sinistra Europea (Man.A Pap PRc-Se) | 20 luglio 2021    | 2 (Matteo Mantero, Paola Nugnes) |
|                          | Italexit per l'Italia-Partito Valore Umano (IpI-PVU)                                                  | 14 settembre 2021 | 4 (William De Vecchis, Mario Michele Giarrusso, Carlo Martelli, Gianluigi Paragone)                                                                                   |
|                          | MAIE-Coraggio Italia (MAIE-CI)                                                                        | 14 dicembre 2021  | 3 (Andrea Causin, Ricardo Antonio Merlo, Marinella Pacifico) |
|                          | Non iscritti                                                                                          | 23 marzo 2018     | 10 (Elena Botto, Lello Ciampolillo, Gregorio de Falco, Luigi Di Marzio, Elena Fattori, Mario Monti, Vilma Moronese, Nicola Morra, Fabrizio Ortis, Liliana Segre)      |

### Componenti cessate
| Denominazione componente | Denominazione componente                                             | Data costituzione | Data scioglimento |
| ------------------------ | -------------------------------------------------------------------- | ----------------- | ----------------- |
|                          | USEI (USEI)                                                          | 6 aprile 2018     | 2 maggio 2018     |
|                          | PSI-MAIE (PSI-MAIE)                                                  | 27 marzo 2018     | 3 giugno 2018     |
|                          | PSI (PSI)                                                            | 4 giugno 2018     | 18 settembre 2019 |
|                          | MAIE-Italia 23 (MAIE-It 23)                                          | 4 giugno 2018     | 27 gennaio 2021   |
|                          | L'Alternativa c'è-Lista del Popolo per la Costituzione (l'A.c'è-LPC) | 23 giugno 2021    | 9 novembre 2021   |
|                          | MAIE (MAIE)                                                          | 31 marzo 2021     | 22 novembre 2021  |
|                          | Italia dei Valori (IdV)                                              | 20 luglio 2021    | 27 aprile 2022    |
|                          | Partito Comunista (PC)                                               | 11 novembre 2021  | 27 aprile 2022    |